# Francisco Capulino, "Capuleto"
Francisco Capulino-Lanuza Pérez, artísticamente conocido como Capuleto (Almería, 1926 - Almería, 5 de noviembre de 2009), fue un pintor español.

## Biografía
Integrado en el Movimiento Indaliano fundado por el pintor almeriense Jesús de Perceval en 1945, fue invitado a exponer en Madrid con el resto del grupo por Eugenio d'Ors, quien probablemente le impuso el sobrenombre artístico. 
Junto con otros indalianos y de la mano de d'Ors expone a finales de los años 40 en diversos eventos en la capital, como la IV Exposición Antológica de la Academia Breve de Crítica de Arte, celebrada en 1948. Participaría también en la V, en 1949, junto a Modesto Ciruelos, Benjamín Palencia e Ignacio Pinazo, y en la VI, en 1950, junto con Francisco Cossío, Joaquín Sunyer y Antoni Tàpies. También en 1948 participó en el VI Salón del los Once, el dedicado a los indalianos (al que concurrió con Perceval, Miguel Cantón Checa o el grabador hispano-estadounidense Federico Castellón), y dos años más tarde, en 1951 en el VIII, junto con Rafael Zabaleta o José Caballero. Estos eventos y otros a los que fue invitado, como la Exposición Decenio de Arte Moderno, se celebraron en su totalidad en la Galerías Biosca de la capital española.
En 1950 marcha con una beca a Roma, para instalarse luego en Venezuela, donde residirá durante diez años. En 1965 regresa a Almería, donde, además de continuar con su labor artística, construye y dirige el hotel Indálico.
La también pintora María Capulino es su hermana.

## Estilo
Sus primeras obras, de la década de 1940, se caracterizan por la estilización de las figuras, en un estilo que recuerda a Amedeo Modigliani.
Si bien adscrito al Movimiento Indaliano desde un principio, Capuleto será uno de sus integrantes más independientes y libres. Su lirismo sensual y expansivo, nutrido del paisaje, evolucionará hacia una áspera negación de los sentidos y un neofigurativismo de carácter expresionista. En efecto, a mediados de los años 50, las sensaciones pasan a dominar sobre las formas, centrándose su arte en formas cotidianas de una irrealidad descarnada.